# Pierre-Augustin Guys
Pierre-Augustin Guys, né à Marseille le 1er août 1721 et mort à Zante le 18 août 1799, est un négociant marseillais, voyageur et écrivain.

## Biographie
D'une famille de La Ciotat, Pierre-Augustin Guys est le fils de François Guys, négociant et procureur du roi à l'amirauté, et de Marie Rémusat, fille de Hyacinthe Rémusat et d'Anne Constans, et le cousin germain de Pierre-François de Rémusat. Ces deux dernières familles se distinguèrent pendant la grande peste de 1720 en finançant l'achat de 20 000 charges de blé pour l'alimentation de Marseille qui manquait cruellement de nourriture. Après d'excellentes études chez les Oratoriens de Marseille, il part pour Constantinople dès 1740 comme régisseur de la maison de commerce de ses oncles Rémusat. Il voyage dans plusieurs pays : Turquie, Bulgarie, Syrie et Grèce.
De retour à Marseille, il épouse le 15 juillet 1752 Anne Magy, d'une famille de négociants, fille de David Magy, directeur de la Compagnie du Levant, et d'Elisabeth Meynard. Ils seront les parents du vice-consul Pierre-Alphonse Guys (1755-1812) et du consul général Hyacinthe-Constantin Guys (1761-1837), et les grands-parents des consuls Charles Guys (1783-1847) et d'Henry Guys (1787-1878).

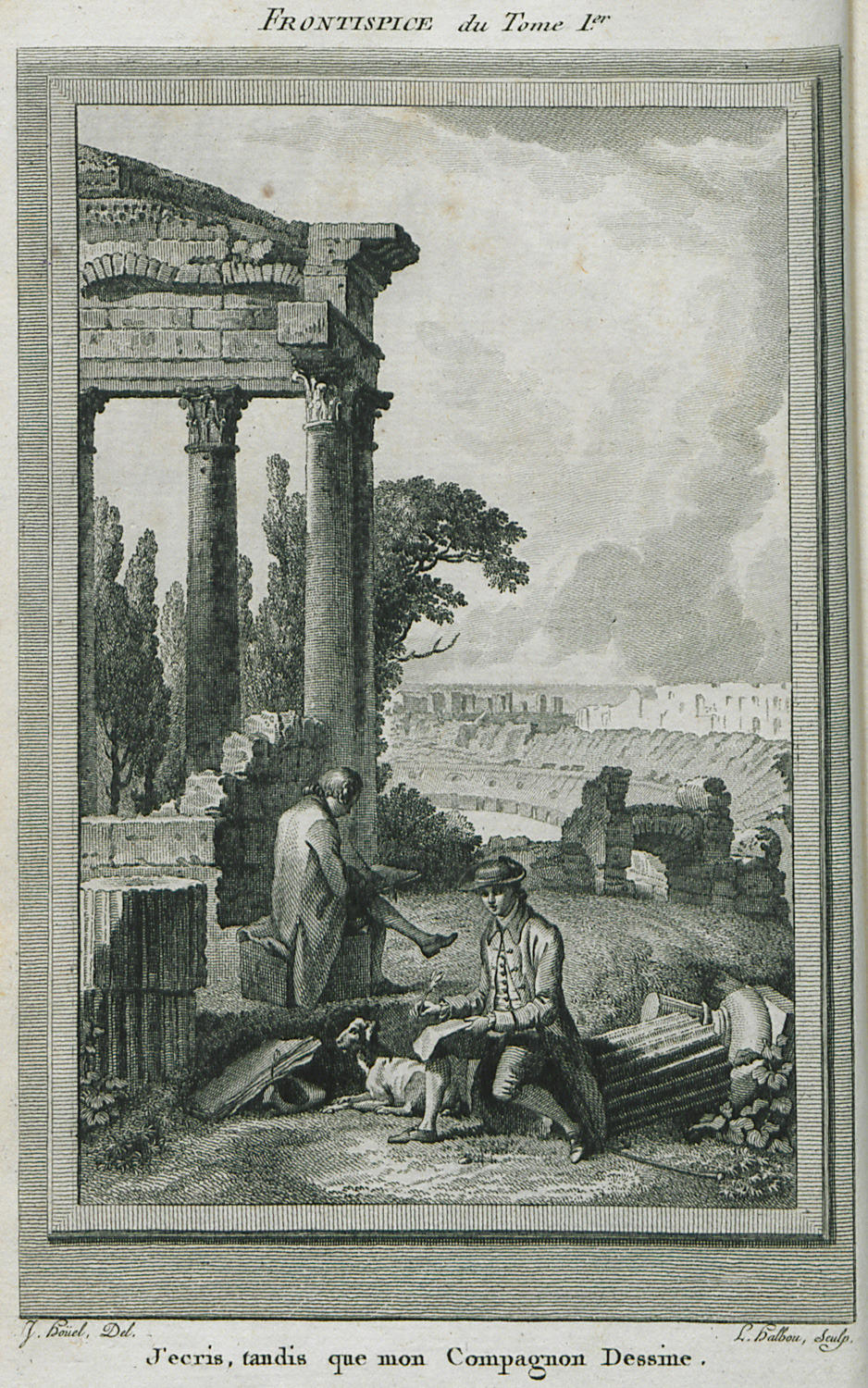
Pierre-Augustin Guys - "J'écris, tandis que mon compagnon dessine"

Pierre-Augustin Guys jouissait à juste titre d'une réputation d'amateur éclairé des beaux-arts ; il avait commandé une statue à Jean-Michel Verdiguier et un tableau à Henry d'Arles. Au cours d'un de ses voyages au Danemark, il se lie avec le sculpteur Saly dont il possédait une Déesse de la jeunesse. Il possédait également une des premières œuvres du sculpteur Étienne Dantoine, une Minerve assise. Il est nommé à l'Académie de Marseille le 26 juillet 1752 dont il sera le secrétaire perpétuel de 1782 à 1784. 
Il devient membre de l'Institut en 1796, classe de littérature et beaux-arts.
En 1797 il est désigné pour diriger l'instruction publique à Zante alors occupée par les troupes françaises. Il y meurt le 18 août 1799.

## Œuvres
- Edition 2 tomes en  un  volume - 420+244 pages - chez la veuve Duchesne - Paris - 1771

Voyage littéraire de la Grece, 1776

- Pierre-Augustin Guys, Marseille ancienne et moderne, Paris, Veuve Duchesne, 1786, 325 p., 20 × 13 cm (OCLC 35516023).
- Pierre-Augustin Guys, Voyage littéraire de la Grèce ou lettres sur les grecs, anciens et modernes, avec un parallèle de leurs mœurs, vol. I, Paris, Veuve Duchesne, 1776, 540 p. (OCLC 833097687, lire en ligne).
- Pierre-Augustin Guys, Voyage littéraire de la Grèce ou lettres sur les grecs, anciens et modernes, avec un parallèle de leurs mœurs, vol. II, Paris, Veuve Duchesne, 1776, 568 p. (OCLC 81909976, lire en ligne).